# Venustiano Carranza (San Quintín)
Venustiano Carranza es una localidad del estado mexicano de Baja California. Es parte del municipio de San Quintín.

## Toponimia
El nombre de la localidad rinde homenaje a Venustiano Carranza, promotor de la redacción de la Constitución de 1917.

## Demografía
| Gráfica de evolución demográfica |
|                                  |

| Censo | Población |
| ----- | --------- |
| 1960  | 104       |
| 1970  | 742       |
| 1980  | 264       |
| 1990  | —         |
| 2000  | 786       |
| 2010  | 823       |
| 2020  | 1 503     |